# Wilhelm Eipeldauer
Wilhelm Eipeldauer (26 aprile 1885 – 6 ottobre 1949) è stato un calciatore austriaco, di ruolo difensore.

## Carriera

### Nazionale
Il 12 ottobre 1902 esordisce contro l'Ungheria (5-0). Nelle quattro sfide in cui è sceso in campo, l'Austria ha sempre vinto.

## Statistiche

### Cronologia presenze e reti in nazionale
| Cronologia completa delle presenze e delle reti in nazionale ― Austria | Cronologia completa delle presenze e delle reti in nazionale ― Austria | Cronologia completa delle presenze e delle reti in nazionale ― Austria | Cronologia completa delle presenze e delle reti in nazionale ― Austria | Cronologia completa delle presenze e delle reti in nazionale ― Austria | Cronologia completa delle presenze e delle reti in nazionale ― Austria | Cronologia completa delle presenze e delle reti in nazionale ― Austria | Cronologia completa delle presenze e delle reti in nazionale ― Austria |
| Data                                                                   | Città                                                                  | In casa                                                                | Risultato                                                              | Ospiti                                                                 | Competizione                                                           | Reti                                                                   | Note                                                                   |
| ---------------------------------------------------------------------- | ---------------------------------------------------------------------- | ---------------------------------------------------------------------- | ---------------------------------------------------------------------- | ---------------------------------------------------------------------- | ---------------------------------------------------------------------- | ---------------------------------------------------------------------- | ---------------------------------------------------------------------- |
| 12-10-1902                                                             | Vienna                                                                 | Austria                                                                | 5 – 0                                                                  | Ungheria                                                               | Amichevole                                                             | -                                                                      | Prima partita della nazionale austriaca                                |
| 9-10-1904                                                              | Vienna                                                                 | Austria                                                                | 5 – 4                                                                  | Ungheria                                                               | Amichevole                                                             | -                                                                      |                                                                        |
| 3-5-1908                                                               | Vienna                                                                 | Austria                                                                | 4 – 0                                                                  | Ungheria                                                               | Amichevole                                                             | -                                                                      |                                                                        |
| 7-6-1908                                                               | Vienna                                                                 | Austria                                                                | 3 – 2                                                                  | Germania                                                               | Amichevole                                                             | -                                                                      |                                                                        |
| Totale                                                                 |                                                                        | Presenze                                                               | 4                                                                      |                                                                        | Reti                                                                   | 0                                                                      |                                                                        |